# Departamentul Apărării al Statelor Unite ale Americii
Departamentul  Apărării ( DoD, USDOD, sau DOD) este un departament executiv guvernamental federal al Statelor Unite, însărcinat cu coordonarea și supravegherea tuturor agențiilor și funcțiile guvernului ocupate direct cu securitatea națională și cu Forțele armate ale Statelor Unite. Departamentul este, de asemenea, cel mai mare angajator din lume, cu mai mult de 2.130.000 militari în serviciu, bărbați  și femei precum și personalul de lucrători civili de sprijin al lor. Sunt de adăugat la total, peste 1,1 milioane oameni ai Gărzii Naționale și rezerviștii din cele patru arme componente, ridicând astfel numărul total la peste 3,2 milioane de angajați. Departamentul are cartierul general la Pentagon, în Arlington, Virginia, puțin în afara Washington DC.